# Those Redheads from Seattle
Those Redheads from Seattle est un film américain réalisé en relief (3-D) par Lewis R. Foster, sorti en 1953.

## Fiche technique
- Titre : Those Redheads from Seattle
- Réalisation : Lewis R. Foster
- Scénario : Lewis R. Foster, Daniel Mainwaring, George Worthing Yates (en)
- Musique : Sidney Cutner, Leo Shuken
- Production : William H. Pine, William C. Thomas
- Couleur : Technicolor
- Durée du film : 90 minutes
- Genre : film musical, western
- Dates de sortie :
  - États-Unis : 16 octobre 1953
  - Royaume-Uni : 14 décembre 1953

## Distribution
- Rhonda Fleming : Kathie Edmonds
- Gene Barry : Johnny Kisco
- Agnes Moorehead : Mrs. Edmonds
- Teresa Brewer : Pat Edmonds
- Guy Mitchell : Joe Keenan
- The Bell Sisters (en) : Connie et Nell Edmonds
- Jean Parker : Liz
- Roscoe Ates : Dan Taylor
- John Kellogg : Mike Yurkil
- Frank Wilcox : Vance Edmonds
- Walter Reed : Whitey Marks
- William Pullen (de) : Révérend Louis Petrie